# 龙场街道
龙场街道，原龙场镇，是中华人民共和国贵州省貴陽市修文县下辖的一个街道办事处。王陽明直言上書得罪劉瑾，被發配貴州修文，最終到達龍場實現悟道。
2020年5月14日，撤销龙场镇，以原龙场镇栖凤居委会、宾阳居委会、龙岗居委会、虎山居委会、龙潭居委会、中山居委会、翠屏居委会、新春村、新寨村、建新村、王官村、龙桂村、顺河村、干坝村、沙溪村、朝阳村、放马坪村设立龙场街道。

## 行政区划
龙场街道下辖以下村级行政区划单位：
栖凤社区、虎山社区、龙岗社区、宾阳社区、翠屏社区、中山社区、龙潭社区、新春村、新寨村、沙溪村、朝阳村、建新村、王官村、干坝村、顺河村、放马坪村、龙桂村。